# Calamus kingianus
Calamus kingianus är en enhjärtbladig växtart som beskrevs av Odoardo Beccari. Calamus kingianus ingår i släktet Calamus och familjen Arecaceae. Inga underarter finns listade i Catalogue of Life.